# Laatsch (Mals)

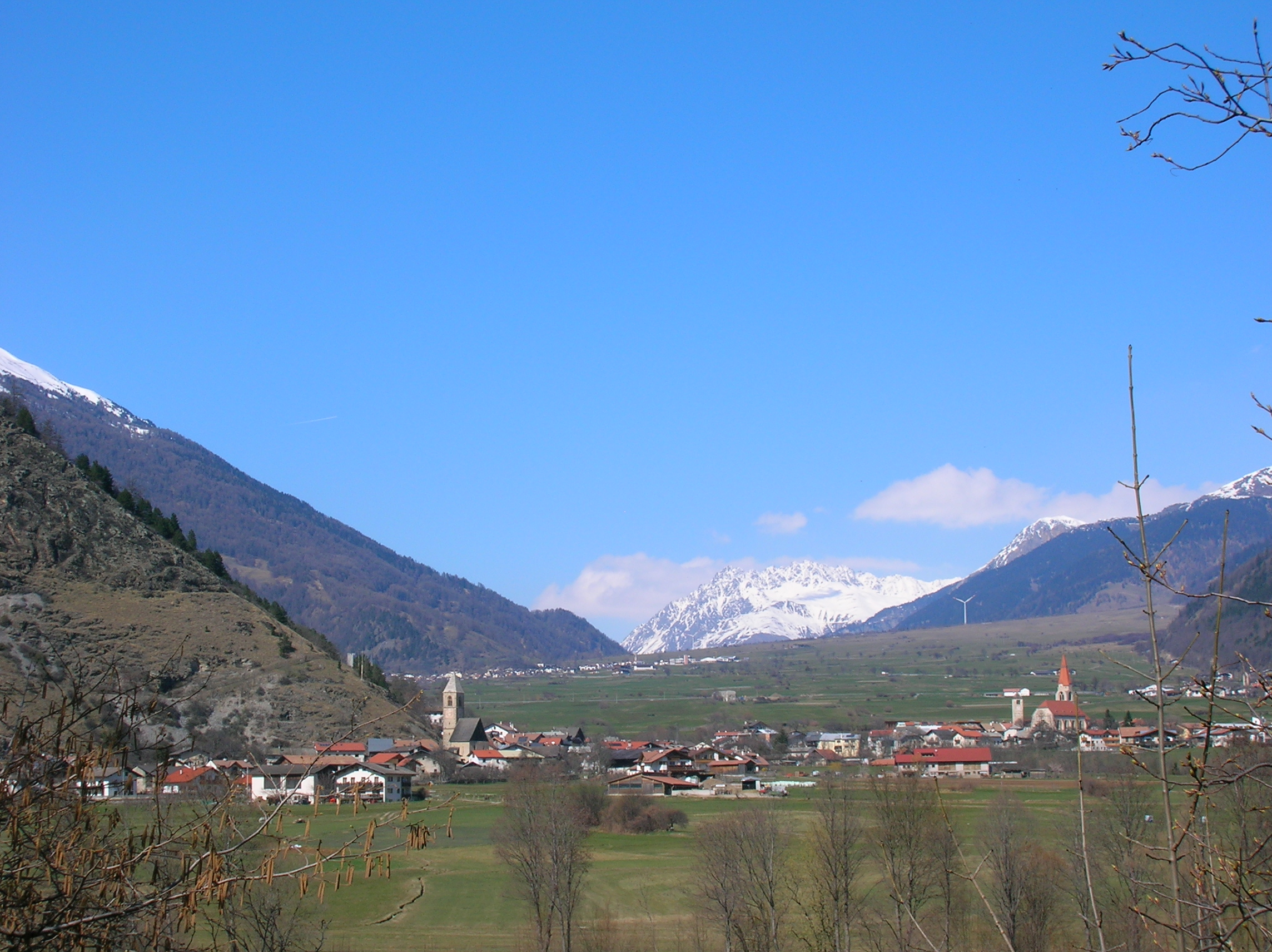
Laatsch

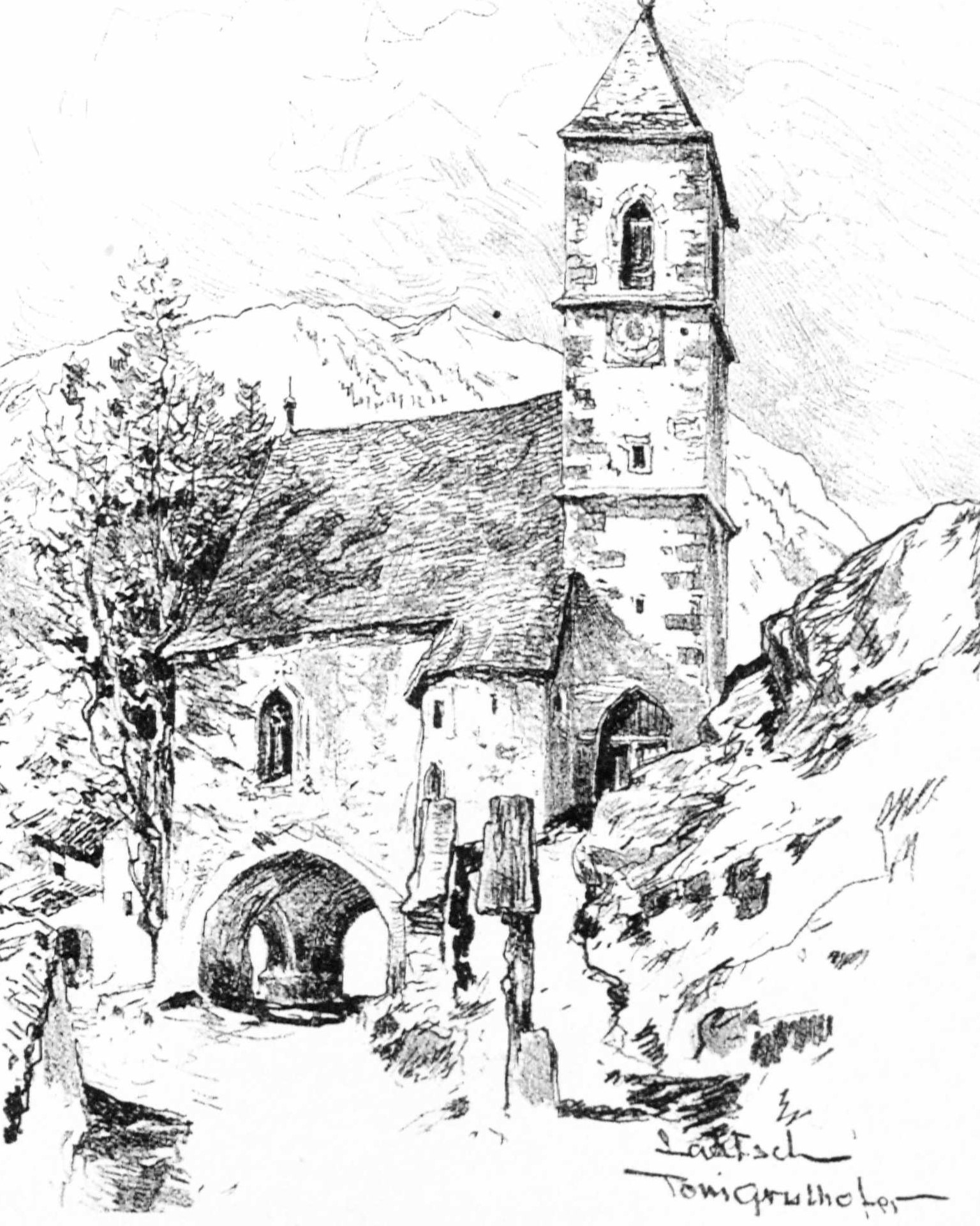
Tony Grubhofer: St. Leonhard (1899)

Laatsch (Südtiroler Mundart Lootsch, italienisch Laudes, rätoromanisch Laadⓘ) ist ein Dorf in Südtirol (Italien) mit 606 Einwohnern (Januar 2014).

## Geographie
Laatsch ist eine Fraktion der Gemeinde Mals und liegt auf einer Höhe von 984 m s.l.m. an der Malser Haide im Vinschgau bzw. Vinschger Oberland. Der von der Etsch durchflossene Ort liegt auf der westlichen Talseite des Etschtals am Eingang zum Münstertal. Beim Laatsch fließt der Rambach.
Der Ortsname ist erstmals im 12. Jh. als Laude (1160), Laut (1164), Lautes (1186) sowie Lautis (1192) verschriftlicht worden. Er ist wohl zu lateinisch latus ‚Seite‘ zu stellen, da das Dorf am Rande der Malserhaide liegt. Laatsch war bis 1928, als es Mals zugeschlagen wurde, eine eigenständige Gemeinde.

## Sehenswürdigkeiten
Die Pfarrkirche ist dem Hl. Luzius geweiht. Sehenswert ist auch die St.-Leonhard-Kirche. Sie beherbergt einen Flügelaltar aus dem Ende des 15. Jahrhunderts, welcher der Werkstatt von Hans Schnatterpeck zugeordnet wird. In der etwa 500 Meter südlich des Ortes  gelegenen restaurierten Kirche St. Cäsarius in Flutsch befindet sich neben einem Flügelaltar von 1570 (es wurden die Flügelreliefs gestohlen, die Statuen wg. Diebstahlsgefahr deponiert) in Chor und Schiff mehrere Wandmalereien aus dem Jahr 1565, u. a. reiches zartes Ranken- und Blattwerk mit Blüten sowie Kreuzigung und Auferstehung Christi, Ölbergszene, letztere mit Inschriften.

## Veranstaltungen
Die Laatscher Fasnacht ist ein wichtiger Termin im Jahreskreis der Laatscher. Zur Schau gestellt werden traditionelle Tiroler Fasnachtsfiguren, ein Umzug mit mehreren Festwagen, sowie kurze und zuweilen bissige Jahresrevue in Mundartdichtung. Im Zweijahresrhythmus endet die Laatscher Fasnacht zudem mit einem „Fasnachtseingraben“ am Aschermittwoch.
In Laatsch gibt es eine Grundschule für die deutsche Sprachgruppe. Im Heimatmuseum von Laatsch kann man Gebrauchsgegenstände und Arbeitsgeräte aus früheren Jahrhunderten besichtigen.
Laatsch ist zudem ein lokaler Knotenpunkt im Radverkehr: Die Ortschaft wird von der Radroute 2 „Vinschgau–Bozen“ durchquert, von der hier Trassen Richtung Mals und ins Münstertal abzweigen.

## Persönlichkeiten
Der in Schlanders geborene Künstler Sven Sachsalber (1987–2020) wuchs in Laatsch auf.